# Monbetsu
Monbetsu (紋別市; -shi) é uma cidade japonesa localizada na subprovíncia de Abashiri, na província de Hokkaido, no mar de Okhotsk.
Em 2003 a cidade tinha uma população estimada em 27 764 habitantes e uma densidade populacional de 33,44 h/km². Tem uma área total de 830,36 km².
Recebeu o estatuto de cidade a 1 de Julho de 1954.
Grande parte da economia de Monbetsu baseia-se na pesca de espécies de águas frias, como o caranguejo. A cidade é um importante centro de pesquisa sobre o gelo marítimo.

Com a chegada do verão, quando o mar se torna navegável devido à fusão dos icebergues, é frequente encontrar marinheiros russos pelas ruas da cidade. A cidade é apontada por algumas entidades como exemplo de discriminação racial, já que muitos estabelecimentos comerciais negam a entrada aos visitantes russos devido à sua suposta incivilidade.

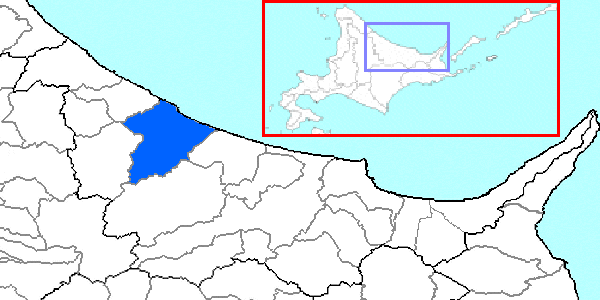

Monbetsu não tem serviços de transporte ferroviário. Existem autocarros para Sapporo e Asahikawa, bem como um voo diário para Tóquio a partir do Aeroporto de Monbetsu.

## Cidades-irmãs
- Newport, EUA
- Fairbanks, Alasca
- Korsakov, Rússia